# Edwin O. Keeler
Edwin O. Keeler var en amerikansk politiker som var viceguvernör i Connecticut från 1901 till 1903. Detta var under den tvååriga mandatperiod som George P. McLean var guvernör.